# Eiffeltornet (sång)
Eiffeltornet är en sång skriven av Ted Gärdestad och Kenneth Gärdestad, och framförd av Ted Gärdestad på albumet Upptåg 1974.
Låten har en lättsam och humoristisk text om en resa till Paris, försmådd kärlek och självmord och har kommit att bli en av Gärdestads signatursånger. Ulvaeus, Andersson och Gärdestads far var alla tveksamma till låten och fadern ville att den skulle förses med en fotnot som talade om att den var avsedd som ett skämt. 

## Utdrag ur texten
| ” | Jag tänker hoppa ner från Eiffeltornet om du sviker mig. För jag ska hämnas om jag lämnas ensam utan dig. Mm, jag hoppar ner från Eiffeltornet om du lurar mig. Men jag hoppas att jag stoppas i hissen upp av dig... | „ |

## Andra inspelningar
På albumet Fånga en ängel – En hyllning till Ted Gärdestad från 2004 framför Patrik Isaksson en cover på låten och på albumet För kärlekens skull – Svenska artister hyllar Ted Gärdestad från 2014 gör Niklas Strömstedt sin tolkning av låten.